# Blindentuin

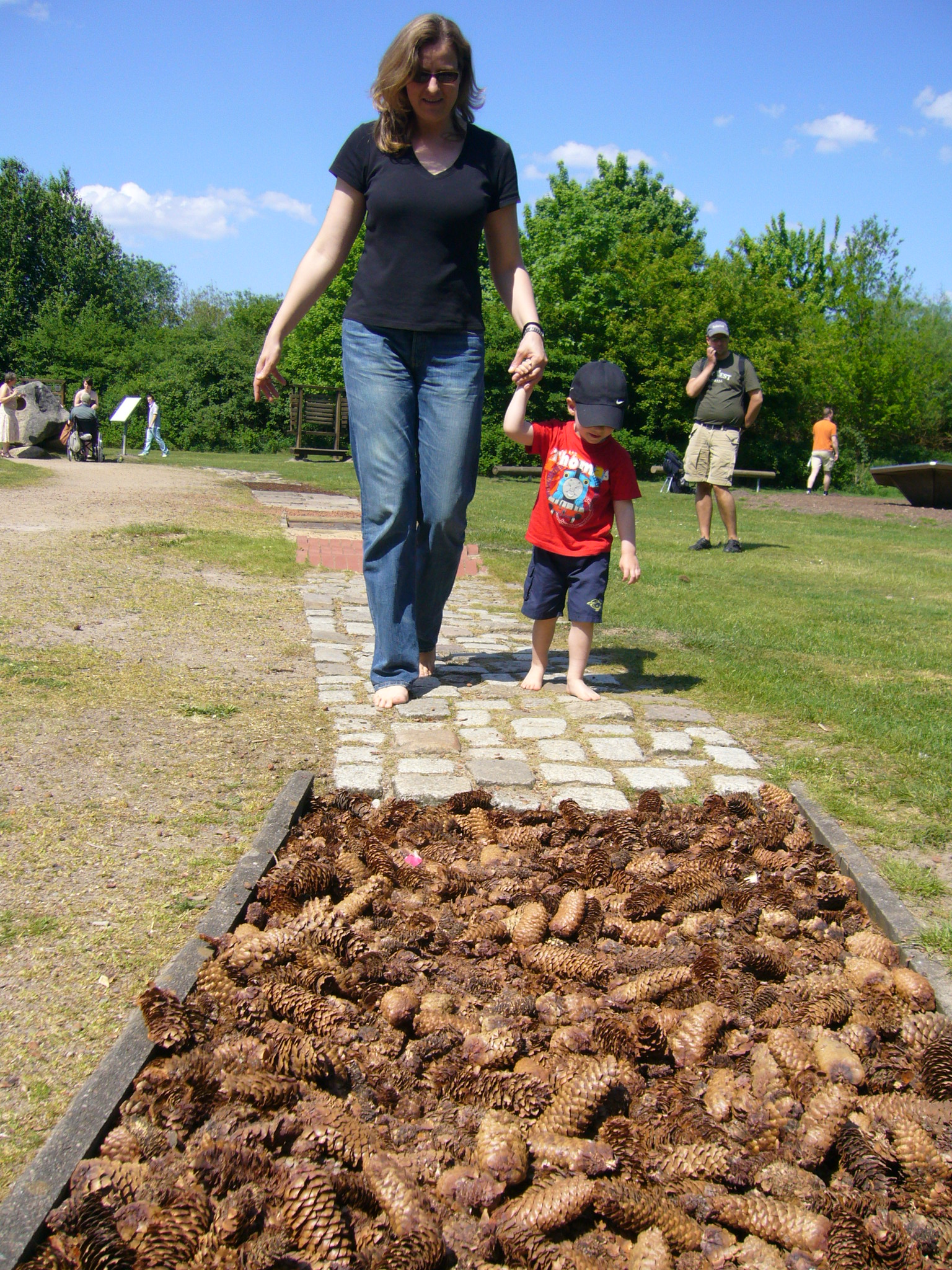
Sensorisch pad in Welt der Sinne, Bremervörde.

Een blindentuin, ervaringstuin of sensorische tuin is een tuin of park ingericht op het prikkelen van alle zintuigen. Deze zijn bedoeld voor mensen met een visuele, verstandelijke of andere beperking. Zulke tuinen zijn bijvoorbeeld gevestigd in Anderlecht (Brussel) en Alkmaar.